# Lac Courtois (sjö i Kanada, Saguenay/Lac-Saint-Jean)
Lac Courtois är en sjö i Kanada.   Den ligger i regionen Saguenay–Lac-Saint-Jean och provinsen Québec, i den östra delen av landet, 800 km nordost om huvudstaden Ottawa. Lac Courtois ligger 612 meter över havet. Arean är 9,1 kvadratkilometer. Den sträcker sig 7,4 kilometer i nord-sydlig riktning, och 4,4 kilometer i öst-västlig riktning.
Trakten runt Lac Courtois är nära nog obefolkad, med mindre än två invånare per kvadratkilometer.